# Bundesautobahn 77
Bundesautobahn 77 (Abkürzung: BAB 77) – Kurzform: Autobahn 77 (Abkürzung: A 77) – ist der Projektname einer früher geplanten Autobahn von Nürnberg über Schwabach, Roth, Pleinfeld, Weißenburg in Bayern und Treuchtlingen nach Donauwörth, wo es ein Anschluss zur ebenfalls nicht realisierten Bundesautobahn 91 gegeben hätte.
Die Ausführung als Autobahn wird inzwischen nicht mehr weiterverfolgt. Zwei Teilstücke der Strecke wurden als autobahnähnliche Straßen realisiert: Als Frankenschnellweg (Kreisstraße N 4) in Nürnberg bis zur Wiener Straße bei Reichelsdorf, und als Bundesstraße 2 von Schwabach über Roth nach Röttenbach.

## Bundesautobahn 751
Ein Teilstück der Bundesautobahn 77 wurde in Literatur der 1970er Jahre auch als Bundesautobahn 751 bezeichnet. Dabei handelt es sich um den Abschnitt von Nürnberg nach Schwabach, der zuletzt bis 2004 noch als Bundesstraße 2a geplant war.